# Urso de Ouro

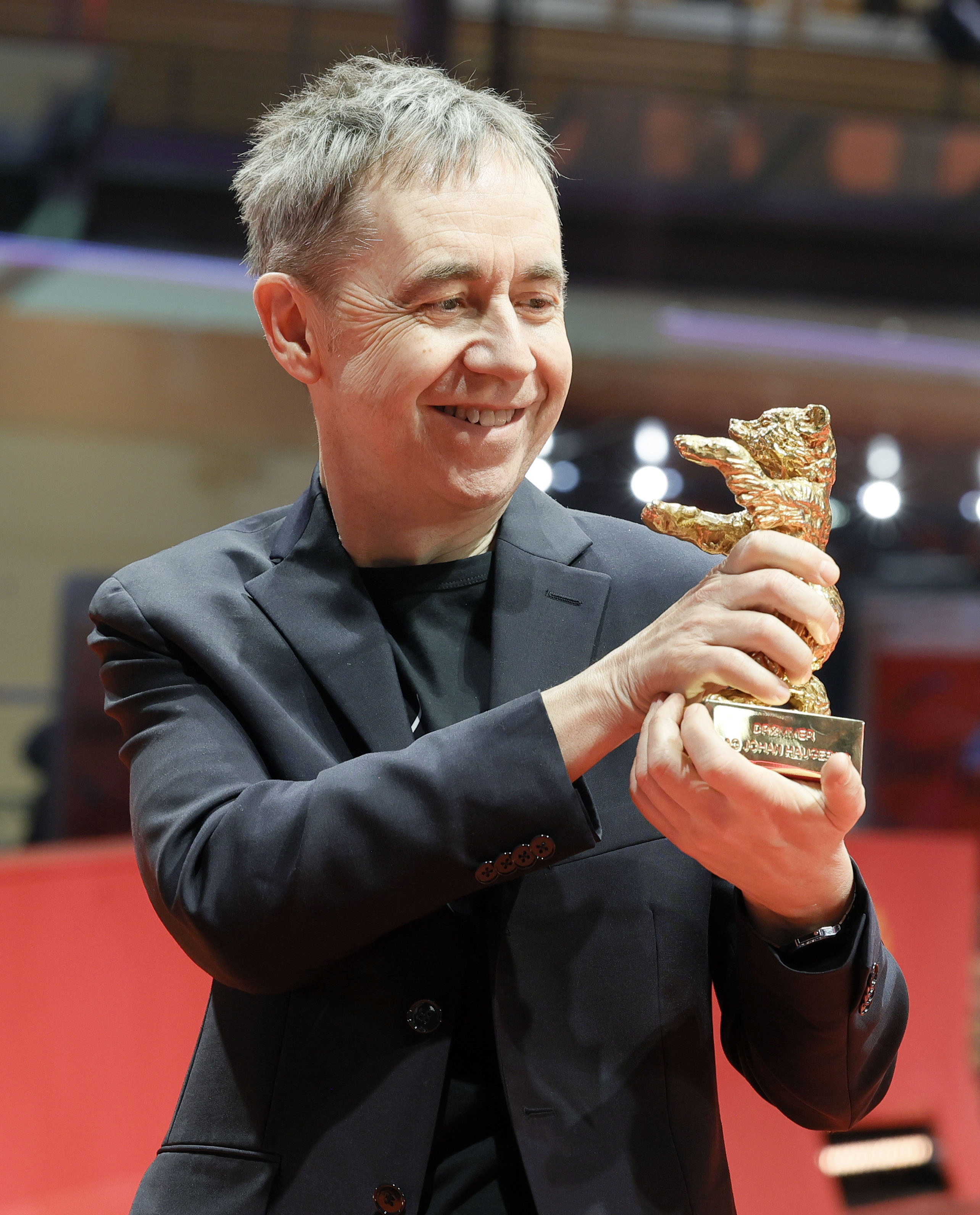
Cineasta Dag Johan Haugerud, vencedor em 2025

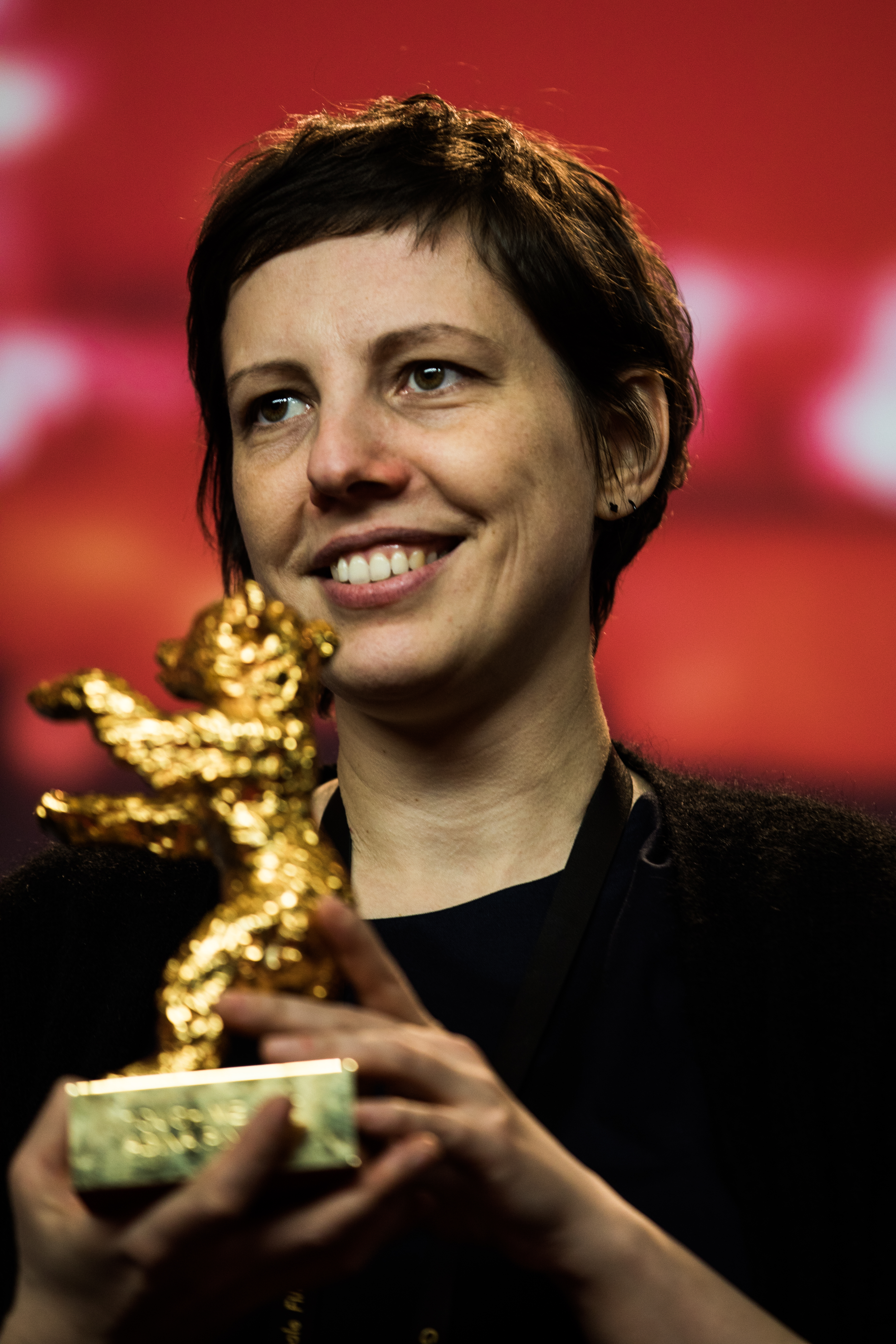
A cineasta Adina Pintilie, vencedora em 2018

Urso de Ouro (em alemão: Goldener Bär) é o prêmio de maior prestígio do Festival de Berlim e um dos mais importantes prêmios de cinema do mundo. É entregue desde o ano de 1951 para a melhor obra do ano, escolhida pelo júri internacional. Desde 2007 também é entregue para a melhor curta-metragem do ano.
A estatueta foi criada pela artista Renée Sintenis.
O Brasil ganhou seu primeiro troféu em 1998, com Central do Brasil, de Walter Salles. Na ocasião, Fernanda Montenegro também foi agraciada com o prêmio de melhor atriz. Em 2008, depois de dividir a crítica (alguns críticos aclamaram o filme como uma "verdadeira obra-de-arte" enquanto para outros se tratava de um filme fascista), Tropa de Elite (2007) trouxe novamente a estatueta para o Brasil.

## Vencedores

### Urso de Ouro
| Ano  | Título original                                  | Título em Portugal                     | Título no Brasil                        | Realizador                                       | País                                          |
| ---- | ------------------------------------------------ | -------------------------------------- | --------------------------------------- | ------------------------------------------------ | --------------------------------------------- |
| 2025 | Drømmer                                          | Drømmer                                | Drømmer                                 | Dag Johan Haugerud                               | Noruega                                       |
| 2024 | Dahomey                                          | Dahomey                                | Dahomey                                 | Mati Diop                                        | França, Senegal e Benin                       |
| 2023 | Sur l’Adamant                                    | Sur l’Adamant                          | Sur l’Adamant                           | Nicolas Philibert                                | França, Japão                                 |
| 2022 | Alcarràs                                         | Alcarràs                               | Alcarràs                                | Carla Simón                                      | Itália, Espanha                               |
| 2021 | Babardeală cu bucluc sau porno balamuc           | Babardeală cu bucluc sau porno balamuc | Babardeală cu bucluc sau porno balamuc  | Radu Jude                                        | Romênia                                       |
| 2020 | شیطان وجود ندارد / Sheytan vojud nadarad         | Não Há Mal Algum                       | Não Há Mal Algum                        | Mohammad Rasoulof                                | Irão                                          |
| 2019 | Synonymes                                        | Synonymes                              | Synonymes                               | Nadav Lapid                                      | Israel, Alemanha França                       |
| 2018 | Nu mă atinge-mă                                  | Nu mă atinge-mă                        | Nu mă atinge-mă                         | Adina Pintilie                                   | Roménia Alemanha França Bulgária Chéquia      |
| 2017 | Testről és lélekről                              | Corpo e Alma                           | Corpo e Alma                            | Ildikó Enyedi                                    | Hungria                                       |
| 2016 | Fuocoammare                                      | Fogo no Mar                            | Fogo no Mar                             | Gianfranco Rosi                                  | Itália                                        |
| 2015 | Taxi                                             | Táxi de Jafar Panahi                   | Taxi Teerã                              | Jafar Panahi                                     | Irão                                          |
| 2014 | Bai Ri Yan Huo                                   | Carvão Negro, Gelo Fino                | Carvão Negro                            | Diao Yinan                                       | China                                         |
| 2013 | Child's Pose                                     | Mãe e Filho                            | Instinto Materno                        | Calin Peter Netzer                               | Roménia                                       |
| 2012 | Cesare deve morire                               | César Deve Morrer                      | César Deve Morrer                       | Paolo e Vittorio Taviani                         | Itália                                        |
| 2011 | Jodaeiye Nader az Simin                          | Uma Separação                          | A Separação                             | Asghar Farhadi                                   | Irão                                          |
| 2010 | Bal                                              | Mel                                    | Mel                                     | Semih Kaplanoglu                                 | Turquia                                       |
| 2009 | La Teta Asustada                                 | A Teta Assustada                       | A Teta Assustada                        | Claudia Llosa                                    | Peru                                          |
| 2008 | Tropa de Elite                                   | Tropa de Elite                         | Tropa de Elite                          | José Padilha                                     | Brasil                                        |
| 2007 | 图雅的婚事 (Tuya de hunshi)                      | O Casamento de Tuya                    | O Casamento de Tuya                     | Wang Quan'an                                     | China                                         |
| 2006 | Grbavica                                         | Filha da Guerra                        | Em segredo                              | Jasmila Žbanić                                   | Bósnia e Herzegovina Áustria Alemanha Croácia |
| 2005 | U-Carmen e-Khayelitsha                           | Carmen de Khayelitsha                  |                                         | Marc Dornford-May                                | África do Sul                                 |
| 2004 | Gegen die Wand                                   | Head-On - A Esposa Turca               | Contra a Parede                         | Fatih Akin                                       | Alemanha Turquia                              |
| 2003 | In This World                                    | Neste Mundo                            | Neste Mundo                             | Michael Winterbottom                             | Reino Unido                                   |
| 2002 | 千と千尋の神隠し (Sen to Chihiro no kamikakushi) | A Viagem de Chihiro                    | A Viagem de Chihiro                     | Hayao Miyazaki                                   | Japão                                         |
| 2002 | Bloody Sunday                                    | Domingo Sangrento                      | Domingo Sangrento                       | Paul Greengrass                                  | Reino Unido Irlanda                           |
| 2001 | Intimacy                                         | Intimidade                             |                                         | Patrice Chéreau                                  | França                                        |
| 2000 | Magnolia                                         | Magnólia                               | Magnólia                                | Paul Thomas Anderson                             | Estados Unidos                                |
| 1999 | The Thin Red Line                                | A Barreira Invisível                   | Além da Linha Vermelha                  | Terrence Malick                                  | Estados Unidos                                |
| 1998 | Central do Brasil                                | Central do Brasil                      | Central do Brasil                       | Walter Salles                                    | Brasil                                        |
| 1997 | The People vs. Larry Flynt                       | Larry Flynt                            | O Povo contra Larry Flynt               | Milos Forman                                     | Estados Unidos                                |
| 1996 | Sense and Sensibility                            | Sensibilidade e Bom Senso              | Razão e Sensibilidade                   | Ang Lee                                          | Estados Unidos                                |
| 1995 | L'Appât                                          |                                        | A Isca                                  | Bertrand Tavernier                               | França                                        |
| 1994 | In the Name of the Father                        | Em Nome do Pai                         | Em Nome do Pai                          | Jim Sheridan                                     | Reino Unido Irlanda                           |
| 1993 | 香魂女 (Xiang Hunnü)                             |                                        |                                         | Xie Fei                                          | China                                         |
| 1993 | 喜宴 (Hsi Yen)                                   | O Banquete de Casamento                | O Banquete de Casamento                 | Ang Lee                                          | Taiwan                                        |
| 1992 | Grand Canyon                                     | O Coração da Cidade                    | Grand Canyon - Ansiedade de uma Geração | Lawrence Kasdan                                  | Estados Unidos                                |
| 1991 | La Casa del sorriso                              | A Casa do Sorriso                      | A Casa do Sorriso                       | Marco Ferreri                                    | Itália                                        |
| 1990 | Music Box                                        | O Enigma da Caixa de Música            | Muito Mais Que um Crime                 | Costa-Gavras                                     | Estados Unidos                                |
| 1990 | Skrivánci na niti                                |                                        | Andorinhas por um Fio                   | Jiri Menzel                                      | Checoslováquia                                |
| 1989 | Rain Man                                         | Rain Man - Encontro de Irmãos          | Rain Man                                | Barry Levinson                                   | Estados Unidos                                |
| 1988 | 红高粱 (Hóng Gāoliáng)                           |                                        |                                         | Zhang Yimou                                      | China                                         |
| 1987 | Тема (Tema)                                      |                                        |                                         | Gleb Panfilov                                    | União Soviética                               |
| 1986 | Stammheim                                        |                                        |                                         | Reinhard Hauff                                   | Alemanha                                      |
| 1985 | Die Frau und der Fremde                          |                                        |                                         | Rainer Simon                                     | Alemanha Oriental                             |
| 1985 | Wetherby                                         |                                        | Sombras do Passado                      | David Hare                                       | Reino Unido                                   |
| 1984 | Love Streams                                     | Tempo de Amar                          |                                         | John Cassavetes                                  | Estados Unidos                                |
| 1983 | Ascendancy                                       | Ascendência                            |                                         | Edward Bennett                                   | Reino Unido                                   |
| 1983 | La colmena                                       |                                        |                                         | Mario Camus                                      | Espanha                                       |
| 1982 | Die Sehnsucht der Veronika Voss                  | A Saudade de Veronika Voss             | O Desespero de Veronika Voss            | Rainer Werner Fassbinder                         | Alemanha                                      |
| 1981 | Deprisa deprisa                                  |                                        |                                         | Carlos Saura                                     | Espanha                                       |
| 1980 | Heartland                                        |                                        |                                         | Richard Pearce                                   | Estados Unidos                                |
| 1980 | Palermo oder Wolfsburg                           |                                        |                                         | Werner Schroeter                                 | Alemanha                                      |
| 1979 | David                                            |                                        |                                         | Peter Lilienthal                                 | Alemanha                                      |
| 1978 | Las truchas                                      | As trutas                              |                                         | José Luis García Sánchez                         | Espanha                                       |
| 1978 | Las palabras de Max                              |                                        | As Palavras de Max                      | Emilio Martínez Lázaro                           | Espanha                                       |
| 1977 | Восхожде́ние (Voskhojdenie)                       |                                        |                                         | Larisa Shepitko                                  | União Soviética                               |
| 1976 | Buffalo Bill and the Indians                     | Buffallo Bill e os Índios              | Oeste Selvagem                          | Robert Altman                                    | Estados Unidos                                |
| 1975 | Örökbefogadás                                    | Adopção                                | Adoção                                  | Márta Mészáros                                   | Hungria                                       |
| 1974 | The Apprenticeship of Duddy Kravitz              | Encontro Com a Sorte                   | O Grande Vigarista                      | Ted Kotcheff                                     | Canadá                                        |
| 1973 | অশনি সংকেত (Ashani sanket)                          | A Luta pela Vida                       | Trovão Distante                         | Satyajit Ray                                     | Índia                                         |
| 1972 | I racconti di Canterbury                         | Os Contos de Canterbury                | Os Contos de Canterbury                 | Pier Paolo Pasolini                              | Itália                                        |
| 1971 | Il giardino dei Finzi-Contini                    | O Jardim Onde Vivemos                  | O Jardim dos Finzi-Contini              | Vittorio De Sica                                 | Itália Alemanha                               |
| 1970 | Não houve premiação                              | Não houve premiação                    | Não houve premiação                     | Não houve premiação                              | Não houve premiação                           |
| 1969 | Rani Radovi                                      |                                        |                                         | Zelemir Zilnik                                   | Iugoslávia                                    |
| 1968 | Ole dole doff                                    |                                        | Quem o Viu Morrer?                      | Jan Troell                                       | Suécia                                        |
| 1967 | Le départ                                        |                                        |                                         | Jerzy Skolimowski                                | Bélgica                                       |
| 1966 | Cul-de-sac                                       | O Beco                                 | Armadilha do Destino                    | Roman Polanski                                   | Reino Unido                                   |
| 1965 | Alphaville                                       | Alphaville                             | Alphaville                              | Jean-Luc Godard                                  | França Itália                                 |
| 1964 | Susuz yaz                                        |                                        | Verão Seco                              | Ismail Metin                                     | Turquia                                       |
| 1963 | Il Diavolo                                       | O diabo                                |                                         | Gian Luigi Polidoro                              | Itália                                        |
| 1962 | A Kind of Loving                                 | Um Modo de Amar                        | Ainda Resta uma Esperançar              | John Schlesinger                                 | Reino Unido                                   |
| 1961 | La notte                                         | A Noite                                | A Noite                                 | Michelangelo Antonioni                           | Itália                                        |
| 1960 | El lazarillo de tormes                           |                                        | O Menino Aventureiro                    | César Ardavin                                    | Espanha                                       |
| 1959 | Les cousins                                      |                                        | Os Primos                               | Claude Chabrol                                   | França                                        |
| 1958 | Smultronstället                                  | Morangos Silvestres                    | Morangos Silvestres                     | Ingmar Bergman                                   | Suécia                                        |
| 1957 | Twelve Angry Men                                 | Doze Homens em Fúria                   | Doze Homens e uma Sentença              | Sidney Lumet                                     | Estados Unidos                                |
| 1956 | Invitation to the Dance                          | Convite à Dança                        | Convite à Dança                         | Gene Kelly                                       | Estados Unidos                                |
| 1955 | Die Ratten                                       | Entre Mulheres                         | Quando o Amor é Pecado                  | Robert Siodmak                                   | Alemanha                                      |
| 1954 | Hobson's Choice                                  | As Filhas do Sr. Hobson                | Papai é do Contra                       | David Lean                                       | Reino Unido                                   |
| 1953 | Le salaire de la peur                            | O Salário do Medo                      | O Salário do Medo                       | Henri-Georges Clouzot                            | França Itália                                 |
| 1952 | Hon dansade en sommar                            | Ela Só Dançou Um Verão                 | Última Felicidade                       | Arne Mattsson                                    | Suécia                                        |
| 1951 | Die Vier im Jeep                                 | Quatro Num Jeep                        | 4 Num Jeep                              | Leopold Lindtberg                                | Suíça                                         |
| 1951 | Sans laisser d’adresse                           | Um Táxi, Uma Mulher e Um Destino       | O Último Endereço                       | Jean-Paul le Chanois                             | França                                        |
| 1951 | Justice est faite                                | Fez-se Justiça                         | O Direito de Matar                      | André Cayatte                                    | França                                        |
| 1951 | Cinderella                                       | Cinderela                              | Cinderela                               | Wilfred Jackson / Hamilton Luske/ Clyde Geronimi | Estados Unidos                                |

### Urso de Ouro Honorário
| Ano  | Homenageado(a)                       |
| ---- | ------------------------------------ |
| 1982 | James Stewart                        |
| 1988 | Alec Guinness                        |
| 1989 | Dustin Hoffman                       |
| 1990 | Oliver Stone                         |
| 1993 | Gregory Peck e Billy Wilder          |
| 1994 | Sophia Loren                         |
| 1995 | Alain Delon                          |
| 1996 | Elia Kazan e Jack Lemmon             |
| 1997 | Kim Novak                            |
| 1998 | Catherine Deneuve                    |
| 1999 | Shirley MacLaine                     |
| 2000 | Jeanne Moreau                        |
| 2001 | Kirk Douglas                         |
| 2002 | Robert Altman e Claudia Cardinale    |
| 2003 | Anouk Aimée                          |
| 2004 | Fernando Solanas                     |
| 2005 | Im Kwon-taek e Fernando Fernán Gómez |
| 2006 | Andrzej Wajda e Ian McKellen         |
| 2007 | Arthur Penn                          |
| 2008 | Francesco Rosi                       |
| 2009 | Maurice Jarre                        |
| 2010 | Wolfgang Kohlhaasee Hanna Schygulla  |
| 2011 | Armin Mueller-Stahl                  |
| 2012 | Meryl Streep                         |
| 2013 | Claude Lanzmann                      |
| 2014 | Ken Loach                            |
| 2015 | Wim Wenders                          |
| 2016 | Michael Ballhaus                     |
| 2017 | Milena Canonero                      |
| 2018 | Willem Dafoe                         |
| 2019 | Charlotte Rampling                   |
| 2020 | Helen Mirren                         |
| 2021 | Não houve                            |
| 2022 | Isabelle Huppert                     |
| 2023 | Steven Spielberg                     |
| 2024 | Martin Scorsese                      |